# Derecho de redención
El derecho de redención, en la ley de bienes inmuebles, es el derecho de un deudor cuyos bienes inmuebles han sido embargados y vendidos a reclamar esa propiedad si puede conseguir el dinero para pagar el importe de la deuda. Aproximadamente la mitad de todos los estados de EE. UU. tienen una disposición legal que permite dicha recuperación de la propiedad. En algunos casos, esto requiere el pago de la deuda completa, en otros, también puede ser necesario pagar el importe obtenido por la venta, las tasas y los costes.